# Irvine, Kentucky
Irvine är en stad (city) och administrativ huvudort (county seat) i Estill County i delstaten Kentucky, USA. 2010 hade staden 2 715 invånare.